# Чума крупного рогатого скота
Чума крупного рогатого скота — ныне уничтоженное инфекционное вирусное заболевание коров и некоторых других видов парнокопытных, включая африканских буйволов, антилоп, оленей, жирафов, гну и африканских бородавочников. Заболевание характеризовалось лихорадкой, эрозией полости рта, диареей, лимфоидным некрозом и высокой смертностью, которая в зонах первичного поражения во время вспышек достигала 80—100 %. Передавалась в основном путём прямого контакта и через выпитую заражённую воду, хотя был возможен способ передачи и по воздуху. Последний случай заболевания был диагностирован в 2001 году.
14 октября 2010 года Продовольственная и сельскохозяйственная организация ООН объявила о том, что многолетняя кампания по искоренению заболевания приближается к концу. 25 мая 2011 года Всемирная организация по охране здоровья животных объявила о том, что 198 стран уже свободны от заболевания, а статус последних восьми стран ещё не определён. 28 июня 2011 года ООН провела церемонию, на которой было провозглашено об искоренении заболевания, и таким образом чума крупного рогатого скота стала второй после оспы болезнью, которую удалось уничтожить.
Считается, что чума крупного рогатого скота возникла в Азии. Возбудителем был вирус, наиболее близкий к возбудителям кори и собачьей чумки. Первое документальное свидетельство чумы КРС зафиксировано в древнеегипетском Папирусе Кахуна (XIX век до н. э.).

## Вирус
Возбудителем чумы КРС являлся РНК-содержащий вирус со спиральным типом симметрии рода Morbillivirus семейства парамиксовирусов, близкий к возбудителям кори и собачьей чумки. Он был мало устойчив во внешней среде и к воздействию различных физико-химических факторов. Быстро разрушался при нагревании, высыхании и на солнечном свету. При температуре 60 °C он становился неактивным в течение 15 — 20 мин, при кипячении моментально. При температуре 4 °C был активен несколько недель, при температуре 20 °C — 8 — 6 месяцев. Воздействие ультрафиолетовых лучей инактивировало его в течение 1 — 5 ч; средства дезинфекции, щёлочи, кислоты в 1 — 2%-ных растворах — в течение нескольких минут. В моче, кале, навозе, почве вирус инактивировался через 30 ч, в трупах через 20 — 30 ч. В свежем мясе через 4 — 6 ч, в солёном до 28 суток. Низкие температуры оказывали на вирус консервирующее действие (при −20 °С он сохранялся более 5 лет).
Чума крупного рогатого скота известна с IV в. нашей эры. Заразный характер болезни был установлен в 1711 г. Б. Раммадзини, в 1896 г. Н. Ф. Гамалеей, в 1939 г. М. Г. Тартаковским. Возбудитель болезни открыт в 1902 г. Вероятно, вирус кори произошёл от широко распространённого в то время вируса чумы КРС в XI—XII веках.

## Эпизоотические данные

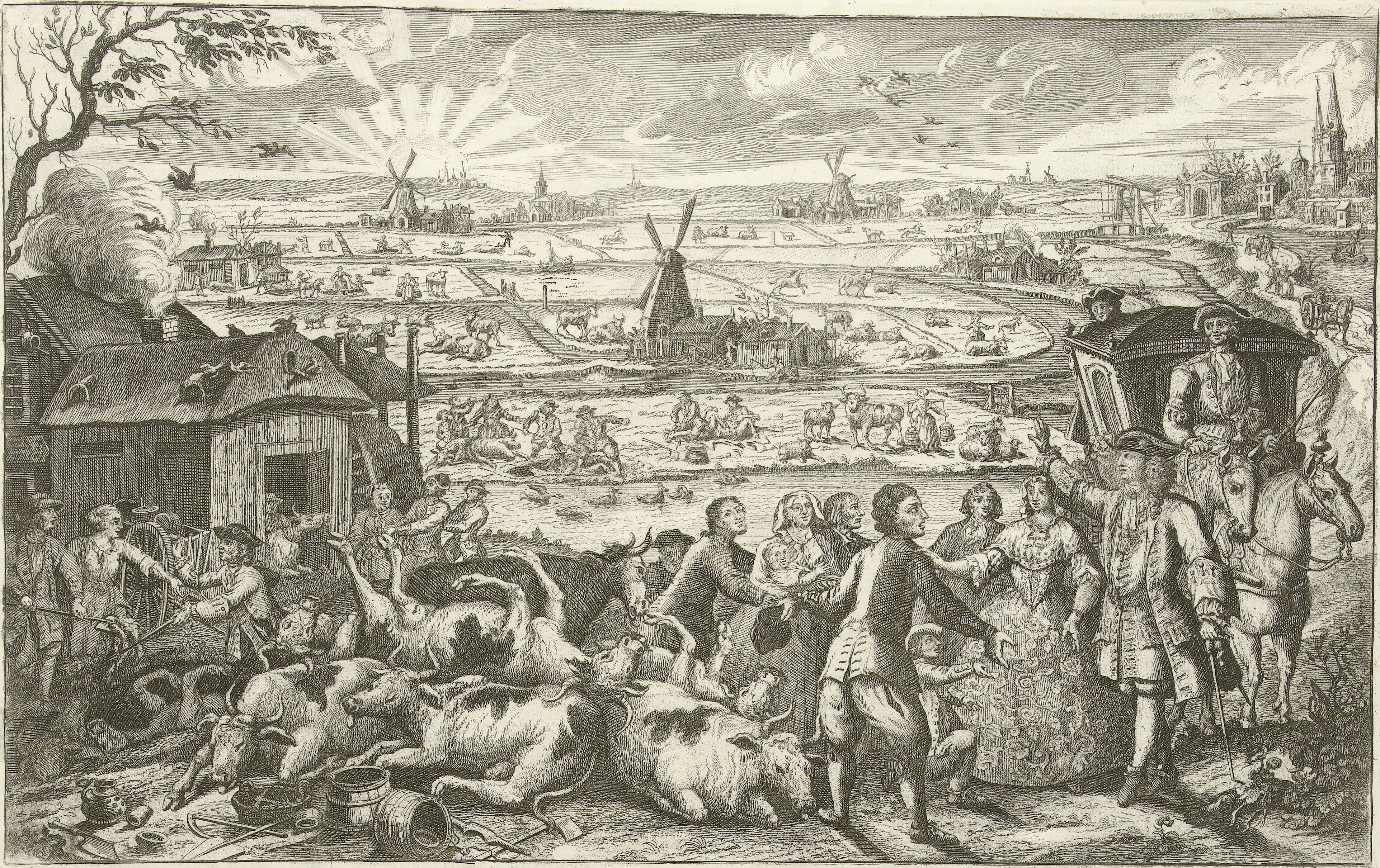
Нидерланды, XVIII век

В зонах первичного поражения смертность от чумы КРС достигала 80—100 %. Наиболее подверженными заболеванию были крупный рогатый скот, зебу и буйволы, менее восприимчивыми — овцы и козы. Также болели и могли служить источником инфекции некоторые породы свиней. Наиболее восприимчивы были молодые животные моложе 1 года. Вирус передавался в контактной форме через мочу, кал, слюну и истечения из глаз и носа больных животных. Была возможна аэрогенная форма заражения при совместном содержании здорового и больного скота, реже чума КРС передавалась алиментарно с инфицированным кормом. Факторами передачи вируса были: трупы павших животных; мясо и сырье животного происхождения вынужденно убитых животных; заражённые корм, вода, подстилка, предметы ухода, транспорт. Переносчиками возбудителя могли быть хищники, поедающие инфицированные трупы.
У переболевших животных иммунитет к заболеванию сохранялся до 5 лет. Приплод от переболевших животных приобретал пассивный колостральный иммунитет (через молоко матери).

### Крупнейшие эпизоотии

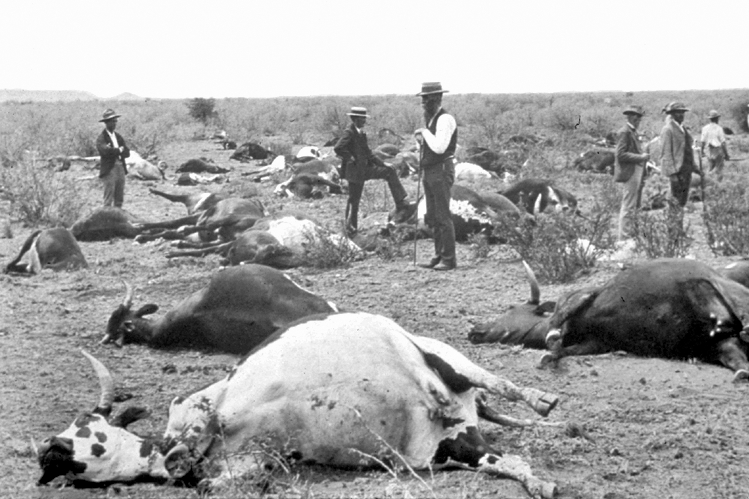
Южная Африка, 1896

В 1890-х годах эпизоотия вируса чумы крупного рогатого скота поразила Африку, считавшуюся «самой разрушительной эпидемией, поразившей южную Африку в конце XIX века». Он убил более 5,2 миллиона голов крупного рогатого скота к югу от Замбези, а также домашних быков, овец и коз и дикие популяции буйволов, жирафов и антилоп гну. Это привело к голоду, в результате которого, по некоторым оценкам, погибла треть населения Эфиопии и две трети народа масаи в Танзании.

## Клиническая картина и течение болезни
Инкубационный период при чуме КРС длился от 3 до 17 дней. Болезнь протекала в острой, подострой и сверхострой форме. Проявление: типичное, абортивное и латентное.
При остром течении температура тела резко повышалась до 41—42 °С, пульс и дыхание учащались, возникала жажда, пропадал аппетит, слизистые оболочки незначительно краснели, наблюдалось легкое возбуждение. Начинались гнойные истечения из глаз и носа.

## Иммунитет
Переболевшие чумой крупного рогатого скота животные приобретали невосприимчивость к заболеванию на срок более 5 лет. У молодняка, полученного от переболевших животных, также имелся иммунитет, который передавался с молозивом и длился около 5-6 месяцев. Переболевание или прививка живыми вакцинами стельных коров создавал иммунитет у потомства длительностью до 11 месяцев.